# Мечеть Хаджа Фатима

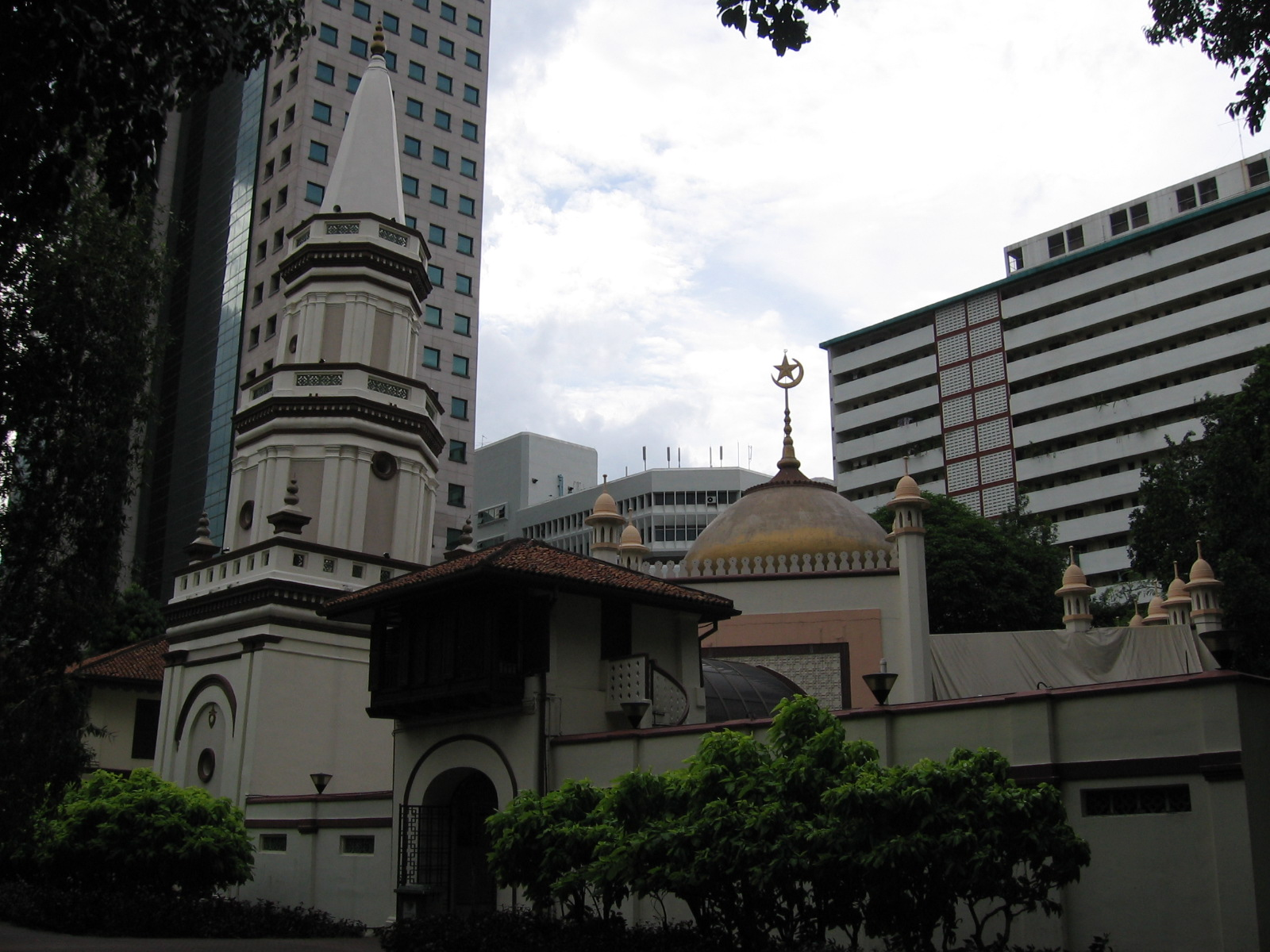
Мечеть Хаджа Фатима

Мечеть Хаджа Фатима — (малайский язык Masjid Hajjah Fatimah; китайский язык: 哈贾 • 法蒂玛回教堂), мечеть в Сингапуре. Мечеть была закончена в 1846 г. Мечеть представляла собой соединение местной исламской и европейской архитектуры, проект был разработан колониальным архитектором Джоном Торнбуллом Томсоном. Мечеть назвали в честь женщины-благотворительницы, на чьей земле она строилась.

## История

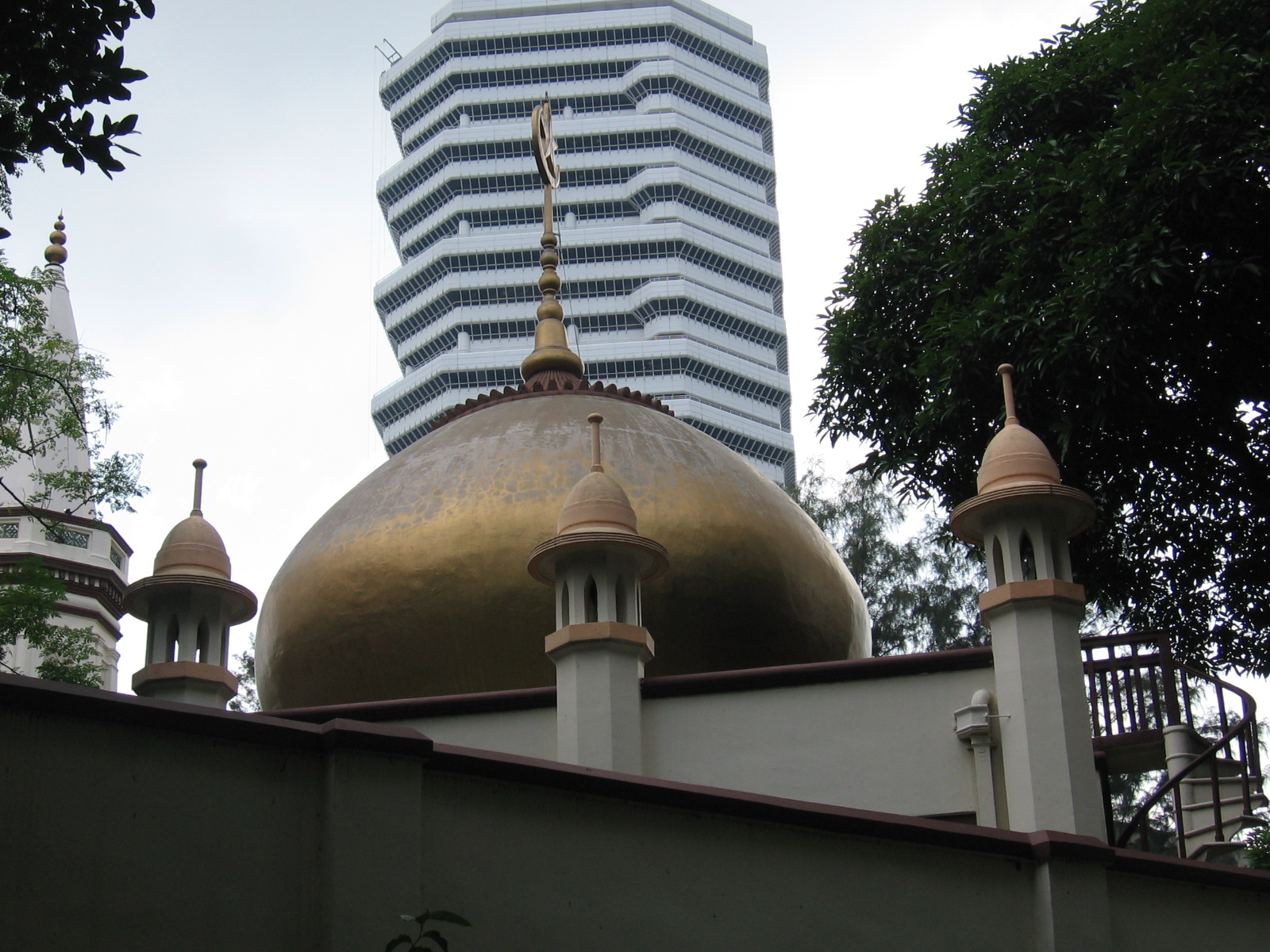
Купола мечети

Названная в честь аристократки малайского происхождения, мечеть строилась в 1845—1846 годах на участке земли дома бедной женщины, который горел два раза. Чтобы дом не сгорел в третий раз, женщина отдала участок под строительство мечети. Когда умер её муж, она была ещё совсем молода. Её могила, вместе с могилой её дочери и зятя, находится в основании мечети.
Мечеть Хаджа Фатима является национальным памятником с 6 июля 1973 г.